# Saison 2018-2019 de l'Olympique lyonnais
Maillots
Chronologie
Saison précédente Saison suivante
La saison 2018-2019 de l'Olympique lyonnais est la soixante-neuvième de l'histoire du club. Le club sort d'une saison où il a obtenu une troisième place en championnat directement qualificative pour la Ligue des Champions, du fait de la victoire de l'Atlético de Madrid en Ligue Europa 2017-2018.

## Transferts

### Transferts estivaux
Lors du mercato d'été, l'OL a perdu son attaquant Mariano Díaz (retourné pour 21,5 millions au Real Madrid), le jeune attaquant français Moussa Dembélé est arrivé en provenance du Celtic Glasgow (pour 22 millions d'euros, alors troisième transfert le plus cher de l'histoire du club derrière Lisandro López et Yohann Gourcuff). Pour renforcer sa défense, le club rhodanien achète aussi l'international belge Jason Denayer (pour 6,5 millions à Manchester City) et le Français Léo Dubois (libre, en provenance du FC Nantes). On note aussi que l'OL fait des bénéfices grâces aux ventes onéreuses de nombreux jeunes du centre de formation (Geubbels pour 20 millions d'euros à Monaco, Diakhaby à Valence pour 15 millions, Maolida à Nice pour 10 millions, Mateta pour 8 millions à Mayence).
| Nom                         | Nationalité               | Poste     | Transfert                     | Provenance/Destination         | Division             |
| --------------------------- | ------------------------- | --------- | ----------------------------- | ------------------------------ | -------------------- |
| Arrivées - 33,5 Million €   |                           |           |                               |                                |                      |
| Moussa Dembélé              | France                    | Attaquant | Transfert (22 millions €)     | Celtic Football Club           | Scottish Premiership |
| Jason Denayer               | Belgique                  | Défenseur | Transfert (6,5 millions €)    | Manchester City Football Club  | Premier League       |
| Lenny Pintor                | France                    | Attaquant | Transfert (5 millions €)      | Stade brestois 29              | Ligue 2              |
| Léo Dubois                  | France                    | Défenseur | Libre                         | FC Nantes                      | Ligue 1              |
| Reo Griffiths               | Angleterre                | Attaquant | Libre                         | Tottenham Hotspur Football     | Premier League       |
| Romain Del Castillo         | France                    | Attaquant | Retour de prêt                | Nîmes Olympique                | Ligue 2              |
| Aldo Kalulu                 | France                    | Attaquant | Retour de prêt                | FC Sochaux                     | Ligue 2              |
| Olivier Kemen               | France                    | Milieu    | Retour de prêt                | GFC Ajaccio                    | Ligue 2              |
| Jean-Philippe Mateta        | France                    | Attaquant | Retour de prêt                | Le Havre AC                    | Ligue 2              |
| Christopher Martins Pereira | Luxembourg                | Milieu    | Retour de prêt                | FP01 Bourg-en-Bresse           | Ligue 2              |
| Dylan Mboumbouni            | République centrafricaine | Défenseur | Retour de prêt                | SO Cholet                      | National             |
| Nicolas Nkoulou             | Cameroun                  | Défenseur | Retour de prêt                | Torino FC                      | Serie A              |
| Martin Terrier              | France                    | Attaquant | Retour de prêt                | RC Strasbourg                  | Ligue 1              |
| Yann Kitala                 | France                    | Attaquant | Premier contrat professionnel | Olympique lyonnais B           | National 2           |
| Anthony Racioppi            | Suisse                    | Gardien   | Premier contrat professionnel | Olympique lyonnais B           | National 2           |
| Amine Gouiri                | France                    | Attaquant | Premier contrat professionnel | Olympique lyonnais B           | National 2           |
| Zachary Brault-Guillard     | Canada                    | Défenseur | Premier contrat professionnel | Olympique lyonnais B           | National 2           |
| Timothé Cognat              | France                    | Milieu    | Premier contrat professionnel | Olympique lyonnais B           | National 2           |
| Maxence Caqueret            | France                    | Milieu    | Premier contrat professionnel | Olympique lyonnais B           | National 2           |
| Départs - 95 Millions €     |                           |           |                               |                                |                      |
| Mariano Diaz                | République dominicaine    | Attaquant | Transfert (24 millions €)     | Real Madrid                    | La Liga              |
| Willem Geubbels             | France                    | Attaquant | Transfert (20 millions €)     | AS Monaco FC                   | Ligue 1              |
| Mouctar Diakhaby            | France                    | Défenseur | Transfert (15 millions €)     | Valence CF                     | La Liga              |
| Jean-Philippe Mateta        | France                    | Attaquant | Transfert (10 millions €)     | Mayence 05                     | Bundesliga           |
| Myziane Maolida             | France                    | Attaquant | Transfert (10 millions €)     | OGC Nice                       | Ligue 1              |
| Sergi Darder                | Espagne                   | Milieu    | Transfert (8 millions €)      | Espanyol Barcelone             | La Liga              |
| Nicolas Nkoulou             | Cameroun                  | Défenseur | Transfert (4 millions €)      | Torino FC                      | Serie A              |
| Aldo Kalulu                 | France                    | Attaquant | Transfert (2,1 millions €)    | FC Bâle                        | Super League         |
| Romain Del Castillo         | France                    | Milieu    | Transfert (2 millions €)      | Stade rennais FC               | Ligue 1              |
| Jordan Ferri                | France                    | Milieu    | Prêt sans OA                  | Nîmes Olympique                | Ligue 1              |
| Elisha Owusu                | France                    | Milieu    | Prêt sans OA                  | FC Sochaux                     | Ligue 2              |
| Christopher Martins Pereira | Luxembourg                | Milieu    | Prêt sans OA                  | ESTAC                          | Ligue 2              |
| Timothé Cognat              | France                    | Milieu    | Prêt sans OA                  | Servette FC                    | Challenge League     |
| Gédéon Kalulu               | France                    | Défenseur | Prêt sans OA                  | FP01 Bourg-en-Bresse           | National 1           |
| Lucas Mocio                 | France                    | Gardien   | Fin de contrat                | FC Annecy                      | National 2           |
| Louis Nganioni              | France                    | Défenseur | Fin de contrat                | PFK Levski Sofia               | Parva Liga           |
| Romaric N'Gouma             | France                    | Défenseur | Fin de contrat                | Sans club depuis le 01/07/2018 |                      |
| Yoann Martelat              | France                    | Milieu    | Fin de contrat                | Sans club depuis le 01/07/2018 |                      |

### Transferts hivernaux
| Nom             | Nationalité | Poste     | Transfert           | Provenance/Destination | Division         |
| --------------- | ----------- | --------- | ------------------- | ---------------------- | ---------------- |
| Arrivée         |             |           |                     |                        |                  |
| Boubacar Fofana | France      | Attaquant | Transfert (inconnu) | St Priest              | National 2       |
| Départ          |             |           |                     |                        |                  |
| Boubacar Fofana | France      | Attaquant | Prêt sans OA        | GFC Ajaccio            | Domino’s Ligue 2 |

## Stage et matchs d'avant saison
L'entraînement reprend le lundi 2 juillet 2018.

## Effectif
Effectif mis à jour le 3 septembre 2018.

### Joueurs réservistes
Le tableau suivant liste les joueurs sous contrat professionnel évoluant au sein du club pour la saison 2018-2019 et n'entrant pas dans les plans de l'équipe première. Ils poursuivent leur formation dans les différentes équipes réserves du club ou sont en instance de départ (transfert).

### Joueurs en prêt
Le tableau suivant liste les joueurs en prêts pour la saison 2018-2019.

## Championnat de France

### Classement
| Rang | Équipe                  | Pts | J  | G  | N  | P  | Bp  | Bc | Diff | Qualification ou relégation                                      |
| ---- | ----------------------- | --- | -- | -- | -- | -- | --- | -- | ---- | ---------------------------------------------------------------- |
| 1    | Paris Saint-Germain T S | 91  | 38 | 29 | 4  | 5  | 105 | 35 | +70  | Qualification pour la phase de groupes de la Ligue des champions |
| 2    | LOSC Lille              | 75  | 38 | 22 | 9  | 7  | 68  | 33 | +35  | Qualification pour la phase de groupes de la Ligue des champions |
| 3    | Olympique lyonnais      | 72  | 38 | 21 | 9  | 8  | 70  | 47 | +23  | Qualification pour la phase de groupes de la Ligue des champions |
| 4    | AS Saint-Étienne        | 66  | 38 | 19 | 9  | 10 | 59  | 41 | +18  | Qualification pour la phase de groupes de la Ligue Europa        |
| 5    | Olympique de Marseille  | 61  | 38 | 18 | 7  | 13 | 60  | 52 | +8   |                                                                  |
| 6    | Montpellier Hérault SC  | 59  | 38 | 15 | 14 | 9  | 53  | 42 | +11  |                                                                  |
| 7    | OGC Nice                | 56  | 38 | 15 | 11 | 12 | 30  | 35 | −5   |                                                                  |

### Évolution du classement et des résultats
Phase aller
| Journée          | 1 | 2  | 3 | 4 | 5 | 6  | 7  | 8  | 9  | 10 | 11 | 12 | 13 | 14 | 15 | 16 | 17 | 18 | 19 | 1re place | 2e place | 3e place |
| ---------------- | - | -- | - | - | - | -- | -- | -- | -- | -- | -- | -- | -- | -- | -- | -- | -- | -- | -- | --------- | -------- | -------- |
| Rang             | 6 | 10 | 4 | 8 | 7 | 6  | 2  | 5  | 6  | 5  | 4  | 4  | 4  | 2  | 3  | 4  | 4  | 3  | 3  | 0         | 2        | 15       |
| Résultat         | V | D  | V | D | N | V  | V  | N  | D  | V  | V  | N  | V  | V  | N  | D  | N  | V  | N  | -         | -        | -        |
| Nombre de points | 3 | 3  | 6 | 6 | 7 | 10 | 13 | 14 | 14 | 17 | 20 | 21 | 24 | 27 | 28 | 28 | 29 | 32 | 33 |           |          |          |

Phase retour
| Journée          | 20 | 21 | 22 | 23 | 24 | 25 | 26 | 27 | 28 | 29 | 30 | 31 | 32 | 33 | 34 | 35 | 36 | 37 | 38 | 1re place | 2e place | 3e place |
| ---------------- | -- | -- | -- | -- | -- | -- | -- | -- | -- | -- | -- | -- | -- | -- | -- | -- | -- | -- | -- | --------- | -------- | -------- |
| Rang             | 4  | 3  | 3  | 3  | 3  | 3  | 3  | 3  | 3  | 3  | 3  | 3  | 3  | 3  | 3  | 3  | 3  | 3  | 3  | 0         | 0        | 18       |
| Résultat         | N  | V  | V  | V  | D  | V  | D  | V  | N  | V  | V  | D  | D  | V  | V  | N  | V  | V  | V  | -         | -        | -        |
| Nombre de points | 34 | 37 | 40 | 43 | 43 | 46 | 46 | 49 | 50 | 53 | 56 | 56 | 56 | 59 | 62 | 63 | 66 | 69 | 72 |           |          |          |

### Août
Récapitulatif Journées 1 à 3
| Journée 1                   | Olympique lyonnais | 2 - 0   | Amiens SC | | |
| Dimanche 12 août 2018 15:00 | Traoré 24e · Memphis 75e | (1 - 0) | | Groupama Stadium, Décines-Charpieu Spectateurs : 48 263 Diffuseur : BeIn Sports 1 Arbitrage : Frank Schneider | Groupama Stadium, Décines-Charpieu Spectateurs : 48 263 Diffuseur : BeIn Sports 1 Arbitrage : Frank Schneider |
| Dimanche 12 août 2018 15:00 | | Rapport | 42e Traoré · 83e Eddy Gnahoré · | Groupama Stadium, Décines-Charpieu Spectateurs : 48 263 Diffuseur : BeIn Sports 1 Arbitrage : Frank Schneider | Groupama Stadium, Décines-Charpieu Spectateurs : 48 263 Diffuseur : BeIn Sports 1 Arbitrage : Frank Schneider |
| Dimanche 12 août 2018 15:00 | Gorgelin - Dubois, Marcelo , Morel, Mendy - Ndombele, Tousart ( 88e Pape Diop), Aouar - Memphis - Traoré ( 88e Cornet), Díaz ( 76e Terrier) | Équipes | Gurtner - El Hajjam, Adenon, Dibassy, Lefort - Fofana, Gnahoré, Gaoussou Boubacar Traoré ( 62e Cornette) - Otero ( 89e Cheick Timite), Konaté ( 84e Bodmer), Mendoza | Groupama Stadium, Décines-Charpieu Spectateurs : 48 263 Diffuseur : BeIn Sports 1 Arbitrage : Frank Schneider | Groupama Stadium, Décines-Charpieu Spectateurs : 48 263 Diffuseur : BeIn Sports 1 Arbitrage : Frank Schneider |

| Journée 2                   | Stade de Reims | 1 - 0   | Olympique lyonnais | | |
| Vendredi 17 août 2018 20:45 | Chavarría 32e | (1 - 0) | | Stade Auguste-Delaune, Reims Spectateurs : 18 917 Diffuseur : Canal+ Sport Arbitrage : Ruddy Buquet | Stade Auguste-Delaune, Reims Spectateurs : 18 917 Diffuseur : Canal+ Sport Arbitrage : Ruddy Buquet |
| Vendredi 17 août 2018 20:45 | Chavalerin 84e · Suk 90+1e | Rapport | | Stade Auguste-Delaune, Reims Spectateurs : 18 917 Diffuseur : Canal+ Sport Arbitrage : Ruddy Buquet | Stade Auguste-Delaune, Reims Spectateurs : 18 917 Diffuseur : Canal+ Sport Arbitrage : Ruddy Buquet |
| Vendredi 17 août 2018 20:45 | Mendy - Konan, Abdelhamid, Métanire, Fontaine - Romao, Chavalerin, Martin ( 69e Mbemba), Doumbia - Chavarría ( 81e Suk), Oudin ( 75e Cafaro) | Équipes | Gorgelin - Dubois ( 83e Rafael), Marcelo , Morel, Mendy - Ndombele, Tousart, Aouar ( 66e Terrier) - Memphis - Traoré, Díaz ( 66e Cornet) | Stade Auguste-Delaune, Reims Spectateurs : 18 917 Diffuseur : Canal+ Sport Arbitrage : Ruddy Buquet | Stade Auguste-Delaune, Reims Spectateurs : 18 917 Diffuseur : Canal+ Sport Arbitrage : Ruddy Buquet |

| Journée 3                   | Olympique lyonnais | 2 - 0   | RC Strasbourg | | |
| Vendredi 24 août 2018 20:45 | Terrier 42e · Traoré 64e | (1 - 0) | | Groupama Stadium, Décines-Charpieu Spectateurs : 47 341 Diffuseur : Canal+ Sport Arbitrage : Amaury Delerue | Groupama Stadium, Décines-Charpieu Spectateurs : 47 341 Diffuseur : Canal+ Sport Arbitrage : Amaury Delerue |
| Vendredi 24 août 2018 20:45 | Mendy 10e | Rapport | 15e Sissoko · 45e Thomasson · | Groupama Stadium, Décines-Charpieu Spectateurs : 47 341 Diffuseur : Canal+ Sport Arbitrage : Amaury Delerue | Groupama Stadium, Décines-Charpieu Spectateurs : 47 341 Diffuseur : Canal+ Sport Arbitrage : Amaury Delerue |
| Vendredi 24 août 2018 20:45 | Lopes - Rafael, Marcelo , Morel, Mendy - Pape Diop ( 79e Fekir), Tousart, Ndombele ( 87e Díaz) - Terrier ( 75e Aouar), Memphis - Traoré | Équipes | Sels - Lala, Koné, Mitrović , Carole - Sissoko ( 84e Youssouf Fofana), Anthony Caci ( 75e Kévin Zohi) - Martin, Gonçalves ( 63e Ajorque), Thomasson - Da Costa | Groupama Stadium, Décines-Charpieu Spectateurs : 47 341 Diffuseur : Canal+ Sport Arbitrage : Amaury Delerue | Groupama Stadium, Décines-Charpieu Spectateurs : 47 341 Diffuseur : Canal+ Sport Arbitrage : Amaury Delerue |

### Septembre
Récapitulatif Journées 4 à 8
| Journée 4                   | Olympique lyonnais | 0 - 1   | OGC Nice | | |
| Vendredi 31 août 2018 20:45 | | (0 - 0) | 51e (csc) Marcelo · 41e Tameze · 42e Balotelli                                                                                        | Groupama Stadium, Décines-Charpieu Spectateurs : 53 438 Diffuseur : Canal+ Sport Arbitrage : François Letexier | Groupama Stadium, Décines-Charpieu Spectateurs : 53 438 Diffuseur : Canal+ Sport Arbitrage : François Letexier |
| Vendredi 31 août 2018 20:45 | Rapport |         | | Groupama Stadium, Décines-Charpieu Spectateurs : 53 438 Diffuseur : Canal+ Sport Arbitrage : François Letexier | Groupama Stadium, Décines-Charpieu Spectateurs : 53 438 Diffuseur : Canal+ Sport Arbitrage : François Letexier |
| Vendredi 31 août 2018 20:45 | Lopes - Rafael, Marcelo, Denayer, Mendy - Tousart ( 79e Pape Diop), Ndombele - Traoré ( 84e Aouar), Fekir , Terrier ( 68e Cornet) - Memphis | Équipes | Benítez - Jallet, Hérelle, Dante , Sarr, Boscagli - Lees-Melou, Tameze, Cyprien - Saint-Maximin ( 85e Coly), Balotelli ( 76e Maolida) | Groupama Stadium, Décines-Charpieu Spectateurs : 53 438 Diffuseur : Canal+ Sport Arbitrage : François Letexier | Groupama Stadium, Décines-Charpieu Spectateurs : 53 438 Diffuseur : Canal+ Sport Arbitrage : François Letexier |

| Journée 5                      | SM Caen | 2 - 2   | Olympique lyonnais |                                                                                             |                                                                                             |
| Samedi 15 septembre 2018 17:00 | Beauvue 52e (pen.) · Oniangué 72e | (0 - 1) | 45e Fekir · 89e Mendy | Stade Michel-d'Ornano, Caen Spectateurs : 17 676 Diffuseur : Canal+ Arbitrage : Johan Hamel | Stade Michel-d'Ornano, Caen Spectateurs : 17 676 Diffuseur : Canal+ Arbitrage : Johan Hamel |
| Samedi 15 septembre 2018 17:00 | Fajr 30e · Djiku 55e | Rapport | 18e Mendy · 86e Rafael · | Stade Michel-d'Ornano, Caen Spectateurs : 17 676 Diffuseur : Canal+ Arbitrage : Johan Hamel | Stade Michel-d'Ornano, Caen Spectateurs : 17 676 Diffuseur : Canal+ Arbitrage : Johan Hamel |
| Samedi 15 septembre 2018 17:00 | Samba - Guilbert, Baysse, Djiku, Mbengue - Fajr, Oniangué - Beauvue ( 79e Sankoh), Khaoui ( 58e Genevois), Ninga - Crivelli ( 65e Bammou) | Équipes | Lopes - Rafael, Marcelo, Denayer, Mendy - Tousart ( 71e Memphis), Ndombele - Traoré ( 76e Cornet), Fekir ( 65e Terrier), Aouar - Dembélé | Stade Michel-d'Ornano, Caen Spectateurs : 17 676 Diffuseur : Canal+ Arbitrage : Johan Hamel | Stade Michel-d'Ornano, Caen Spectateurs : 17 676 Diffuseur : Canal+ Arbitrage : Johan Hamel |

| Journée 6                        | Olympique lyonnais | 4 - 2   | Olympique de Marseille | | |
| Dimanche 23 septembre 2018 21:00 | Aouar 28e · Traoré 51e 60e · Fekir 74e (pen.)                                                                                               | (1 - 1) | 39e Thauvin · 82e Njie | Groupama Stadium, Décines-Charpieu Spectateurs : 57 287 Diffuseur : Canal+ Arbitrage : Clément Turpin | Groupama Stadium, Décines-Charpieu Spectateurs : 57 287 Diffuseur : Canal+ Arbitrage : Clément Turpin |
| Dimanche 23 septembre 2018 21:00 | Pape Diop 29e | Rapport | 35e Strootman · 66e Luiz Gustavo · 83e Ćaleta-Car ·                                                                                               | Groupama Stadium, Décines-Charpieu Spectateurs : 57 287 Diffuseur : Canal+ Arbitrage : Clément Turpin | Groupama Stadium, Décines-Charpieu Spectateurs : 57 287 Diffuseur : Canal+ Arbitrage : Clément Turpin |
| Dimanche 23 septembre 2018 21:00 | Lopes - Dubois, Marcelo, Denayer, Mendy - Traoré, Pape Diop ( 75e Tousart), Ndombele, Aouar - Fekir ( 88e Terrier) - Memphis ( 60e Dembélé) | Équipes | Pelé - Sakai, Ćaleta-Car, Luiz Gustavo, Amavi - Sanson, Strootman ( 76e Njie) - Thauvin, Payet , Ocampos ( 64e Kamara) - Mítroglou ( 64e Germain) | Groupama Stadium, Décines-Charpieu Spectateurs : 57 287 Diffuseur : Canal+ Arbitrage : Clément Turpin | Groupama Stadium, Décines-Charpieu Spectateurs : 57 287 Diffuseur : Canal+ Arbitrage : Clément Turpin |

| Journée 7                        | Dijon FCO | 0 - 3   | Olympique lyonnais | | |
| Mercredi 26 septembre 2018 19:00 | | (0 - 3) | 16e, 19e Dembélé · 35e Terrier | Stade Gaston-Gérard, Dijon Spectateurs : 14 651 Diffuseur : beIN Sports 1 (multiplex) et beIN Sports Max 5 Arbitrage : Jérôme Miguelgorry | Stade Gaston-Gérard, Dijon Spectateurs : 14 651 Diffuseur : beIN Sports 1 (multiplex) et beIN Sports Max 5 Arbitrage : Jérôme Miguelgorry |
| Mercredi 26 septembre 2018 19:00 | Loiodice 56e, 90+3e | Rapport | 59e, 67e Tousart · | Stade Gaston-Gérard, Dijon Spectateurs : 14 651 Diffuseur : beIN Sports 1 (multiplex) et beIN Sports Max 5 Arbitrage : Jérôme Miguelgorry | Stade Gaston-Gérard, Dijon Spectateurs : 14 651 Diffuseur : beIN Sports 1 (multiplex) et beIN Sports Max 5 Arbitrage : Jérôme Miguelgorry |
| Mercredi 26 septembre 2018 19:00 | Rúnarsson - Lautoa ( 76e Gourcuff), Ciman, Yambéré - Haddadi Rosier, Abeid ( 46e Keita), Loiodice, Amalfitano - Tavares - Jeannot ( 25e Sliti) | Équipes | Lopes - Dubois, Rafael, Denayer, Mendy - Tousart, Ndombele ( 64e Pape Diop) , Aouar - Terrier ( 74e Ferri) - Traoré ( 84e Memphis) ,Dembélé | Stade Gaston-Gérard, Dijon Spectateurs : 14 651 Diffuseur : beIN Sports 1 (multiplex) et beIN Sports Max 5 Arbitrage : Jérôme Miguelgorry | Stade Gaston-Gérard, Dijon Spectateurs : 14 651 Diffuseur : beIN Sports 1 (multiplex) et beIN Sports Max 5 Arbitrage : Jérôme Miguelgorry |

| Journée 8                      | Olympique lyonnais | 1 - 1   | FC Nantes | | |
| Samedi 29 septembre 2018 20:00 | Aouar 22e | (1 - 0) | 62e Boschilia | Groupama Stadium, Décines-Charpieu Spectateurs : 50 319 Diffuseur : beIN Sports 1 (multiplex) et beIN Sports Max 4 Arbitrage : Frank Schneider | Groupama Stadium, Décines-Charpieu Spectateurs : 50 319 Diffuseur : beIN Sports 1 (multiplex) et beIN Sports Max 4 Arbitrage : Frank Schneider |
| Samedi 29 septembre 2018 20:00 | Morel 29e · Pape Diop 34e · Fekir 87e | Rapport | 16e Lima · 75e Tătărușanu · 78e Miazga · 92e Fábio ·                                                                                                  | Groupama Stadium, Décines-Charpieu Spectateurs : 50 319 Diffuseur : beIN Sports 1 (multiplex) et beIN Sports Max 4 Arbitrage : Frank Schneider | Groupama Stadium, Décines-Charpieu Spectateurs : 50 319 Diffuseur : beIN Sports 1 (multiplex) et beIN Sports Max 4 Arbitrage : Frank Schneider |
| Samedi 29 septembre 2018 20:00 | Lopes - Dubois, Marcelo, Morel, Marçal ( 75e Rafael) -Aouar, Pape Diop ( 70e Ndombele) - Traoré - Fekir - Memphis - Dembélé ( 70e Cornet) | Équipes | Tătăruşanu - Lima, Miazga, Mbodj, Fábio ( 90+4e Kwateng) - Krhin - Evangelista, Rongier, Touré , Boschilia ( 82e Limbombe) - Waris ( 90+5e Coulibaly) | Groupama Stadium, Décines-Charpieu Spectateurs : 50 319 Diffuseur : beIN Sports 1 (multiplex) et beIN Sports Max 4 Arbitrage : Frank Schneider | Groupama Stadium, Décines-Charpieu Spectateurs : 50 319 Diffuseur : beIN Sports 1 (multiplex) et beIN Sports Max 4 Arbitrage : Frank Schneider |

### Octobre

#### Récapitulatif Journées 9 à 11
| Journée 9                     | Paris Saint-Germain | 5 - 0   | Olympique lyonnais |                                                                                            |                                                                                            |
| Dimanche 7 octobre 2018 21:00 | Neymar 9e (pen.) · Mbappé 61e 66e 69e 74e | (1 - 0) | | Parc des Princes, Paris Spectateurs : 47 443 Diffuseur : Canal+ Arbitrage : Antony Gautier | Parc des Princes, Paris Spectateurs : 47 443 Diffuseur : Canal+ Arbitrage : Antony Gautier |
| Dimanche 7 octobre 2018 21:00 | Kimpembe 35e · Neymar 38e · Verratti 44e | Rapport | 26e, 45+1e Tousart · 59e Aouar · 64e Morel ·                                                                                   | Parc des Princes, Paris Spectateurs : 47 443 Diffuseur : Canal+ Arbitrage : Antony Gautier | Parc des Princes, Paris Spectateurs : 47 443 Diffuseur : Canal+ Arbitrage : Antony Gautier |
| Dimanche 7 octobre 2018 21:00 | Buffon - Meunier, Silva , Kimpembe, Bernat - Verratti ( 75e Draxler), Marquinhos - Mbappé, Neymar, Di María ( 84e Diaby) - Cavani ( 40e Kehrer) | Équipes | Lopes - Mendy, Morel, Denayer, Rafael ( 41e Dubois) - Ndombele, Tousart - Aouar, Fekir ( 7e Cornet) ( 78e Pape Diop) - Memphis | Parc des Princes, Paris Spectateurs : 47 443 Diffuseur : Canal+ Arbitrage : Antony Gautier | Parc des Princes, Paris Spectateurs : 47 443 Diffuseur : Canal+ Arbitrage : Antony Gautier |

| Journée 10                     | Olympique lyonnais | 2 - 0   | Nîmes Olympique | | |
| Vendredi 19 octobre 2018 20:45 | Dembélé 24e · Depay 90e | (1 - 0) | | Groupama Stadium, Décines-Charpieu Spectateurs : 42 896 Diffuseur : Canal+ Sport Arbitrage : Olivier Thual | Groupama Stadium, Décines-Charpieu Spectateurs : 42 896 Diffuseur : Canal+ Sport Arbitrage : Olivier Thual |
| Vendredi 19 octobre 2018 20:45 | Pape Diop 34e | Rapport | 17e Harek · 32e Briançon · | Groupama Stadium, Décines-Charpieu Spectateurs : 42 896 Diffuseur : Canal+ Sport Arbitrage : Olivier Thual | Groupama Stadium, Décines-Charpieu Spectateurs : 42 896 Diffuseur : Canal+ Sport Arbitrage : Olivier Thual |
| Vendredi 19 octobre 2018 20:45 | Lopes - Mendy, Marcelo , Denayer, Marçal - Pape Diop ( 64e Ferri) - Ndombele, Aouar - Memphis ( 90+1e Pintor - Dembélé ( 78e Traoré), Terrier | Équipes | Bernardoni - Alakouch, Harek , Briançon, Maouassa - Bobichon ( 83e Ripart), Savanier, Valls - Thioub, Depres ( 64e Bozok), Bouanga ( 64e Alioui) | Groupama Stadium, Décines-Charpieu Spectateurs : 42 896 Diffuseur : Canal+ Sport Arbitrage : Olivier Thual | Groupama Stadium, Décines-Charpieu Spectateurs : 42 896 Diffuseur : Canal+ Sport Arbitrage : Olivier Thual |

| Journée 11                   | Angers SCO                            | 1 - 2   | Olympique lyonnais |                                                                                             |                                                                                             |
| Samedi 27 octobre 2018 17:00 | Lopez 89e                             | (0 - 0) | 63e Aouar · 87e Depay | Stade Raymond-Kopa, Angers Spectateurs : 14 186 Diffuseur : Canal+ Arbitrage : Ruddy Buquet | Stade Raymond-Kopa, Angers Spectateurs : 14 186 Diffuseur : Canal+ Arbitrage : Ruddy Buquet |
| Samedi 27 octobre 2018 17:00 | Traoré 34e · Pavlović 39e · Lopez 85e | Rapport | 13e Marcelo · 58e Ndombele · 81e Traoré · 90+3e Rafael ·                                                                  | Stade Raymond-Kopa, Angers Spectateurs : 14 186 Diffuseur : Canal+ Arbitrage : Ruddy Buquet | Stade Raymond-Kopa, Angers Spectateurs : 14 186 Diffuseur : Canal+ Arbitrage : Ruddy Buquet |
| Samedi 27 octobre 2018 17:00 |                                       | Équipes | Lopes - Rafael, Marcelo , Denayer, Marçal - Ferri ( 55e Depay), Tousart, Ndombele - Aouar, Dembélé, Traoré ( 82e Terrier) | Stade Raymond-Kopa, Angers Spectateurs : 14 186 Diffuseur : Canal+ Arbitrage : Ruddy Buquet | Stade Raymond-Kopa, Angers Spectateurs : 14 186 Diffuseur : Canal+ Arbitrage : Ruddy Buquet |

### Novembre

#### Récapitulatif Journées 12 à 14
| Journée 12                   | Olympique lyonnais | 1 - 1   | Girondins de Bordeaux | | |
| Samedi 3 novembre 2018 17:00 | Aouar 45e | (1 - 0) | 63e Cornelius         | Groupama Stadium, Décines-Charpieu Spectateurs : 46 653 Diffuseur : Canal+ Arbitrage : Benoît Millot | Groupama Stadium, Décines-Charpieu Spectateurs : 46 653 Diffuseur : Canal+ Arbitrage : Benoît Millot |
| Samedi 3 novembre 2018 17:00 | Traoré 68e | Rapport | 80e Palencia ·        | Groupama Stadium, Décines-Charpieu Spectateurs : 46 653 Diffuseur : Canal+ Arbitrage : Benoît Millot | Groupama Stadium, Décines-Charpieu Spectateurs : 46 653 Diffuseur : Canal+ Arbitrage : Benoît Millot |
| Samedi 3 novembre 2018 17:00 | Lopes - Rafael, Marcelo, Denayer, Mendy - Tousart ( 83e Terrier) - Ndombele ( 46e Traoré), Aouar - Fekir ( 72e Ferri) - Dembélé, Depay | Équipes |                       | Groupama Stadium, Décines-Charpieu Spectateurs : 46 653 Diffuseur : Canal+ Arbitrage : Benoît Millot | Groupama Stadium, Décines-Charpieu Spectateurs : 46 653 Diffuseur : Canal+ Arbitrage : Benoît Millot |

| Journée 13                    | EA Guingamp           | 2 - 4   | Olympique lyonnais                     |                                                                                                |                                                                                                |
| Samedi 10 novembre 2018 17:00 | Thuram 22e 78e (pen.) | (1 - 0) | 63e Aouar · 67e 73e Depay · 84e Cornet | Stade du Roudourou, Guingamp Spectateurs : 14 171 Diffuseur : Canal+ Arbitrage : Mikael Lesage | Stade du Roudourou, Guingamp Spectateurs : 14 171 Diffuseur : Canal+ Arbitrage : Mikael Lesage |
| Samedi 10 novembre 2018 17:00 | Blas 69e              | Rapport | 75e Depay · 77e Morel                  | Stade du Roudourou, Guingamp Spectateurs : 14 171 Diffuseur : Canal+ Arbitrage : Mikael Lesage | Stade du Roudourou, Guingamp Spectateurs : 14 171 Diffuseur : Canal+ Arbitrage : Mikael Lesage |

| Journée 14                      | Olympique lyonnais       | 1 - 0   | AS Saint-Étienne                      | | |
| Vendredi 23 novembre 2018 20:45 | Denayer 62e              | (0 - 0) |                                       | Groupama Stadium, Décines-Charpieu Spectateurs : 55 701 Diffuseur : Canal+ Arbitrage : Antony Gautier | Groupama Stadium, Décines-Charpieu Spectateurs : 55 701 Diffuseur : Canal+ Arbitrage : Antony Gautier |
| Vendredi 23 novembre 2018 20:45 | Denayer 42e · Rafael 72e | Rapport | 39e Monnet-Paquet · 89e Kolodziejczak | Groupama Stadium, Décines-Charpieu Spectateurs : 55 701 Diffuseur : Canal+ Arbitrage : Antony Gautier | Groupama Stadium, Décines-Charpieu Spectateurs : 55 701 Diffuseur : Canal+ Arbitrage : Antony Gautier |

### Décembre

#### Récapitulatif Journées 15 à 19
| Journée 15                     | Lille OSC              | 2 - 2   | Olympique lyonnais       | | |
| Samedi 1er décembre 2018 17:00 | Rémy 17e · Pépé 28e    | (2 -0)  | 63e Traoré · 86e Dembélé | Stade Pierre-Mauroy, Villeneuve-d'Ascq Spectateurs : 38 755 Diffuseur : Canal+ Arbitrage : Benoît Bastien | Stade Pierre-Mauroy, Villeneuve-d'Ascq Spectateurs : 38 755 Diffuseur : Canal+ Arbitrage : Benoît Bastien |
| Samedi 1er décembre 2018 17:00 | Bamba 41e · Mendes 42e | Rapport | 40e Depay                | Stade Pierre-Mauroy, Villeneuve-d'Ascq Spectateurs : 38 755 Diffuseur : Canal+ Arbitrage : Benoît Bastien | Stade Pierre-Mauroy, Villeneuve-d'Ascq Spectateurs : 38 755 Diffuseur : Canal+ Arbitrage : Benoît Bastien |

| Journée 16                     | Olympique lyonnais | 0 - 2   | Stade rennais FC              | | |
| Mercredi 5 décembre 2018 19:00 |                    | (0 - 2) | 41e Ben Arfa · 43e Siebatcheu | Groupama Stadium, Décines-Charpieu Spectateurs : 47 278 Diffuseur : beIN Sports 1 (multiplex) et beIN Sports Max 7 Arbitrage : Johan Hamel | Groupama Stadium, Décines-Charpieu Spectateurs : 47 278 Diffuseur : beIN Sports 1 (multiplex) et beIN Sports Max 7 Arbitrage : Johan Hamel |
| Mercredi 5 décembre 2018 19:00 | Marcelo 61e        | Rapport |                               | Groupama Stadium, Décines-Charpieu Spectateurs : 47 278 Diffuseur : beIN Sports 1 (multiplex) et beIN Sports Max 7 Arbitrage : Johan Hamel | Groupama Stadium, Décines-Charpieu Spectateurs : 47 278 Diffuseur : beIN Sports 1 (multiplex) et beIN Sports Max 7 Arbitrage : Johan Hamel |

| Journée 18                      | Olympique lyonnais               | 3 - 0   | AS Monaco                            | | |
| Dimanche 16 décembre 2018 21:00 | 4e Aouar · 34e Fekir · 59e Mendy | (2 - 0) |                                      | Groupama Stadium, Décines-Charpieu Spectateurs : 46 474 Diffuseur : Canal+, beIN Sports 1 Arbitrage : Clément Turpin | Groupama Stadium, Décines-Charpieu Spectateurs : 46 474 Diffuseur : Canal+, beIN Sports 1 Arbitrage : Clément Turpin |
| Dimanche 16 décembre 2018 21:00 | Depay 46e                        | Rapport | 46e Falcao · 47e Golovin · 48e Raggi | Groupama Stadium, Décines-Charpieu Spectateurs : 46 474 Diffuseur : Canal+, beIN Sports 1 Arbitrage : Clément Turpin | Groupama Stadium, Décines-Charpieu Spectateurs : 46 474 Diffuseur : Canal+, beIN Sports 1 Arbitrage : Clément Turpin |

| Journée 19                    | Montpellier Hérault SC   | 1 - 1   | Olympique lyonnais | | |
| Samedi 22 décembre 2018 21:00 | 67e Fekir                | (0 - 0) | 81e Aguilar        | Stade de la Mosson, Montpellier Spectateurs : 17 275 Diffuseur : Canal+ Sport Arbitrage : François Letexier | Stade de la Mosson, Montpellier Spectateurs : 17 275 Diffuseur : Canal+ Sport Arbitrage : François Letexier |
| Samedi 22 décembre 2018 21:00 | Mendes 55e · Aguilar 60e | Rapport | 72e Fekir          | Stade de la Mosson, Montpellier Spectateurs : 17 275 Diffuseur : Canal+ Sport Arbitrage : François Letexier | Stade de la Mosson, Montpellier Spectateurs : 17 275 Diffuseur : Canal+ Sport Arbitrage : François Letexier |

### Janvier

#### Récapitulatif Journées 20 à 22
| Journée 20                     | Olympique lyonnais | 1 - 1   | Stade de Reims | | |
| Vendredi 11 janvier 2019 20:45 | Traoré 70e         | (0 - 1) | Chavarria 34e  | Groupama Stadium, Décines-Charpieu Spectateurs : 42 512 Diffuseur : Canal+ Sport Arbitrage : Benoît Millot | Groupama Stadium, Décines-Charpieu Spectateurs : 42 512 Diffuseur : Canal+ Sport Arbitrage : Benoît Millot |
| Vendredi 11 janvier 2019 20:45 |                    | Rapport | Foket 83e      | Groupama Stadium, Décines-Charpieu Spectateurs : 42 512 Diffuseur : Canal+ Sport Arbitrage : Benoît Millot | Groupama Stadium, Décines-Charpieu Spectateurs : 42 512 Diffuseur : Canal+ Sport Arbitrage : Benoît Millot |

| Journée 17                     | Toulouse FC                                                 | 2 - 2   | Olympique lyonnais                  |                                                                                           |                                                                                           |
| Mercredi 16 janvier 2019 19:00 | Durmaz 12e 74e (pen.)                                       | (1 - 0) | 75e Dembélé · 87e Fekir             | Stadium, Toulouse Spectateurs : 16 587 Diffuseur : BeIn Sports 1 Arbitrage : Ruddy Buquet | Stadium, Toulouse Spectateurs : 16 587 Diffuseur : BeIn Sports 1 Arbitrage : Ruddy Buquet |
| Mercredi 16 janvier 2019 19:00 | Cahuzac 45+1e · Moubandje 53e · Jullien 86e · Moreira 90+5e | Rapport | 10e Solet · 45+1e Depay · 78e Morel | Stadium, Toulouse Spectateurs : 16 587 Diffuseur : BeIn Sports 1 Arbitrage : Ruddy Buquet | Stadium, Toulouse Spectateurs : 16 587 Diffuseur : BeIn Sports 1 Arbitrage : Ruddy Buquet |

| Journée 21                     | AS Saint-Étienne               | 1 - 2   | Olympique lyonnais               | | |
| Dimanche 20 janvier 2019 21:00 | Hamouma 21e                    | (1 - 0) | 62e (pen.) Fékir · 90+5e Dembélé | Stade Geoffroy-Guichard, Saint-Étienne Spectateurs : 41 594 Diffuseur : Canal+ Arbitrage : Benoît Bastien | Stade Geoffroy-Guichard, Saint-Étienne Spectateurs : 41 594 Diffuseur : Canal+ Arbitrage : Benoît Bastien |
| Dimanche 20 janvier 2019 21:00 | Monnet-Paquet 43e · Perrin 65e | Rapport | 20e Marcelo · 71e Tete           | Stade Geoffroy-Guichard, Saint-Étienne Spectateurs : 41 594 Diffuseur : Canal+ Arbitrage : Benoît Bastien | Stade Geoffroy-Guichard, Saint-Étienne Spectateurs : 41 594 Diffuseur : Canal+ Arbitrage : Benoît Bastien |

| Journée 22                     | Amiens SC   | 0 - 1   | Olympique lyonnais                        | | |
| Dimanche 27 janvier 2019 17:00 |             | (0 - 0) | 50e Denayer                               | Stade de la Licorne, Amiens Spectateurs : 10 017 Diffuseur : BeIn Sports 2 Arbitrage : Jérôme Miguelgorry | Stade de la Licorne, Amiens Spectateurs : 10 017 Diffuseur : BeIn Sports 2 Arbitrage : Jérôme Miguelgorry |
| Dimanche 27 janvier 2019 17:00 | Dibassy 86e | Rapport | 74e Ndombele · 76e Dubois · 90+3e Dembélé | Stade de la Licorne, Amiens Spectateurs : 10 017 Diffuseur : BeIn Sports 2 Arbitrage : Jérôme Miguelgorry | Stade de la Licorne, Amiens Spectateurs : 10 017 Diffuseur : BeIn Sports 2 Arbitrage : Jérôme Miguelgorry |

### Février

#### Récapitulatif Journées 23 à 26
| Journée 23                    | Olympique lyonnais             | 2 - 1   | Paris Saint-Germain        | | |
| Dimanche 3 février 2019 21:00 | Dembélé 33e · Fekir 49e (pen.) | (1 - 1) | 7e Di María                | Groupama Stadium, Décines-Charpieu Spectateurs : 57 624 Diffuseur : Canal+ Arbitrage : Clément Turpin | Groupama Stadium, Décines-Charpieu Spectateurs : 57 624 Diffuseur : Canal+ Arbitrage : Clément Turpin |
| Dimanche 3 février 2019 21:00 | Fekir 90+1e                    | Rapport | 27e Kimpembe · 89e Draxler | Groupama Stadium, Décines-Charpieu Spectateurs : 57 624 Diffuseur : Canal+ Arbitrage : Clément Turpin | Groupama Stadium, Décines-Charpieu Spectateurs : 57 624 Diffuseur : Canal+ Arbitrage : Clément Turpin |

| Journée 24                     | OGC Nice                           | 1 - 0   | Olympique lyonnais     |                                                                                         |                                                                                         |
| Dimanche 10 février 2019 21:00 | Walter 69e                         | (0 - 0) |                        | Allianz Riviera, Nice Spectateurs : 22 193 Diffuseur : Canal+ Arbitrage : Mikael Lesage | Allianz Riviera, Nice Spectateurs : 22 193 Diffuseur : Canal+ Arbitrage : Mikael Lesage |
| Dimanche 10 février 2019 21:00 | Maolida 48e · Dante (football) 49e | Rapport | 9e Fekir · 86e Marcelo | Allianz Riviera, Nice Spectateurs : 22 193 Diffuseur : Canal+ Arbitrage : Mikael Lesage | Allianz Riviera, Nice Spectateurs : 22 193 Diffuseur : Canal+ Arbitrage : Mikael Lesage |

| Journée 25                     | Olympique lyonnais      | 2 - 1   | EA Guingamp   | | |
| Vendredi 15 février 2019 20:45 | Terrier 15e · Fekir 35e | (2 - 1) | 21e Eboa Eboa | Groupama Stadium, Décines-Charpieu Spectateurs : 40 305 Diffuseur : Canal+ Sport Arbitrage : Antony Gautier | Groupama Stadium, Décines-Charpieu Spectateurs : 40 305 Diffuseur : Canal+ Sport Arbitrage : Antony Gautier |
| Vendredi 15 février 2019 20:45 | Marçal 28e · Traoré 67e | Rapport | 84e Eboa Eboa | Groupama Stadium, Décines-Charpieu Spectateurs : 40 305 Diffuseur : Canal+ Sport Arbitrage : Antony Gautier | Groupama Stadium, Décines-Charpieu Spectateurs : 40 305 Diffuseur : Canal+ Sport Arbitrage : Antony Gautier |

| Journée 26                     | AS Monaco                            | 2 - 0   | Olympique lyonnais |                                                                                          |                                                                                          |
| Dimanche 24 février 2019 21:00 | Martins 18e · Lopes 27e              | (2 - 0) |                    | Stade Louis-II, Monaco Spectateurs : 10 157 Diffuseur : Canal+ Arbitrage : Benoît Millot | Stade Louis-II, Monaco Spectateurs : 10 157 Diffuseur : Canal+ Arbitrage : Benoît Millot |
| Dimanche 24 février 2019 21:00 | Sidibé 52e · Glik 70e · Falcao 90+3e | Rapport | 84e Terrier        | Stade Louis-II, Monaco Spectateurs : 10 157 Diffuseur : Canal+ Arbitrage : Benoît Millot | Stade Louis-II, Monaco Spectateurs : 10 157 Diffuseur : Canal+ Arbitrage : Benoît Millot |

### Mars

#### Récapitulatif Journées 27 à 30
| Journée 27                 | Olympique lyonnais                                   | 5 - 1   | Toulouse FC | | |
| Dimanche 3 mars 2019 17:00 | Depay 10e · Traoré 30e · Fekir 35e · Dembélé 67e 71e | (3 - 1) | 15e Dossevi | Groupama Stadium, Décines-Charpieu Spectateurs : 44 881 Diffuseur : BeIn Sports 1 Arbitrage : Thomas Léonard | Groupama Stadium, Décines-Charpieu Spectateurs : 44 881 Diffuseur : BeIn Sports 1 Arbitrage : Thomas Léonard |
| Dimanche 3 mars 2019 17:00 |                                                      | Rapport | 83e Cahuzac | Groupama Stadium, Décines-Charpieu Spectateurs : 44 881 Diffuseur : BeIn Sports 1 Arbitrage : Thomas Léonard | Groupama Stadium, Décines-Charpieu Spectateurs : 44 881 Diffuseur : BeIn Sports 1 Arbitrage : Thomas Léonard |

| Journée 28               | RC Strasbourg Alsace | 2 - 2   | Olympique lyonnais        | | |
| Samedi 9 mars 2019 17:00 | Ajorque 69e 70e      | (0 - 1) | 3e 51e (pen.) Dembélé     | Stade de la Meinau, Strasbourg Spectateurs : 25 463 Diffuseur : Canal+ Arbitrage : Jérôme Miguelgorry | Stade de la Meinau, Strasbourg Spectateurs : 25 463 Diffuseur : Canal+ Arbitrage : Jérôme Miguelgorry |
| Samedi 9 mars 2019 17:00 | Martinez 80e         | Rapport | 8e Cornet · 90+1e Tousart | Stade de la Meinau, Strasbourg Spectateurs : 25 463 Diffuseur : Canal+ Arbitrage : Jérôme Miguelgorry | Stade de la Meinau, Strasbourg Spectateurs : 25 463 Diffuseur : Canal+ Arbitrage : Jérôme Miguelgorry |

| Journée 29                  | Olympique lyonnais                    | 3 - 2   | Montpellier Hérault SC    | | |
| Dimanche 17 mars 2019 14:30 | Terrier 12e · Dembélé 58e · Aouar 86e | (1 - 1) | 36e Mollet · 90+1e Camara | Groupama Stadium, Décines-Charpieu Spectateurs : 47 134 Diffuseur : Canal+ Arbitrage : Clément Turpin | Groupama Stadium, Décines-Charpieu Spectateurs : 47 134 Diffuseur : Canal+ Arbitrage : Clément Turpin |
| Dimanche 17 mars 2019 14:30 | Rafael 62e                            | Rapport | 24e Delort · 81e Lasne    | Groupama Stadium, Décines-Charpieu Spectateurs : 47 134 Diffuseur : Canal+ Arbitrage : Clément Turpin | Groupama Stadium, Décines-Charpieu Spectateurs : 47 134 Diffuseur : Canal+ Arbitrage : Clément Turpin |

| Journée 30                  | Stade rennais FC          | 0 - 1   | Olympique lyonnais                       |                                                                                                |                                                                                                |
| Dimanche 31 mars 2019 20:45 |                           | (0 - 0) | 86e Terrier                              | Roazhon Park, Rennes Spectateurs : 27 094 Diffuseur : Canal+ Sport Arbitrage : Anthony Gautier | Roazhon Park, Rennes Spectateurs : 27 094 Diffuseur : Canal+ Sport Arbitrage : Anthony Gautier |
| Dimanche 31 mars 2019 20:45 | Hunou 45+1e · Zeffane 82e | Rapport | 78e Marcelo · 83e Aouar · 90+2e Ndombele | Roazhon Park, Rennes Spectateurs : 27 094 Diffuseur : Canal+ Sport Arbitrage : Anthony Gautier | Roazhon Park, Rennes Spectateurs : 27 094 Diffuseur : Canal+ Sport Arbitrage : Anthony Gautier |

### Avril

#### Récapitulatif Journées 31 à 34
| Journée 31                | Olympique lyonnais | 1 - 3   | Dijon FCO                                     | | |
| Samedi 6 avril 2019 17:00 | Terrier 1re        | (1 - 2) | 3e Saïd · 7e (csc) Marcelo · 65e (csc) Rafael | Groupama Stadium, Décines-Charpieu Spectateurs : 52 439 Diffuseur : Canal+, BeIn Sports 1 Arbitrage : Johan Hamel | Groupama Stadium, Décines-Charpieu Spectateurs : 52 439 Diffuseur : Canal+, BeIn Sports 1 Arbitrage : Johan Hamel |
| Samedi 6 avril 2019 17:00 | Depay 87e          | Rapport | 79e Saïd · 90e Marié                          | Groupama Stadium, Décines-Charpieu Spectateurs : 52 439 Diffuseur : Canal+, BeIn Sports 1 Arbitrage : Johan Hamel | Groupama Stadium, Décines-Charpieu Spectateurs : 52 439 Diffuseur : Canal+, BeIn Sports 1 Arbitrage : Johan Hamel |

| Journée 32                   | FC Nantes                    | 2 - 1   | Olympique lyonnais |                                                                                                  |                                                                                                  |
| Vendredi 12 avril 2019 20:45 | Coulibaly 11e · Limbombe 83e | (1 - 1) | 41e Terrier        | Stade de la Beaujoire, Nantes Spectateurs : 25 050 Diffuseur : Canal+ Arbitrage : Jérôme Brisard | Stade de la Beaujoire, Nantes Spectateurs : 25 050 Diffuseur : Canal+ Arbitrage : Jérôme Brisard |
| Vendredi 12 avril 2019 20:45 | Rongier 16e · Coulibaly 78e  | Rapport | 78e Denayer        | Stade de la Beaujoire, Nantes Spectateurs : 25 050 Diffuseur : Canal+ Arbitrage : Jérôme Brisard | Stade de la Beaujoire, Nantes Spectateurs : 25 050 Diffuseur : Canal+ Arbitrage : Jérôme Brisard |

| Journée 33                   | Olympique lyonnais      | 2 - 1   | Angers SCO              | | |
| Vendredi 19 avril 2019 20:45 | Depay 14e · Terrier 39e | (2 - 0) | 89e (csc) Tousart       | Groupama Stadium, Décines-Charpieu Spectateurs : 43 917 Diffuseur : Canal+ Sport Arbitrage : Benoît Millot | Groupama Stadium, Décines-Charpieu Spectateurs : 43 917 Diffuseur : Canal+ Sport Arbitrage : Benoît Millot |
| Vendredi 19 avril 2019 20:45 |                         | Rapport | 58e Mangani · 64e Kanga | Groupama Stadium, Décines-Charpieu Spectateurs : 43 917 Diffuseur : Canal+ Sport Arbitrage : Benoît Millot | Groupama Stadium, Décines-Charpieu Spectateurs : 43 917 Diffuseur : Canal+ Sport Arbitrage : Benoît Millot |

| Journée 34                   | Girondins de Bordeaux                                         | 2 - 3   | Olympique lyonnais                    | | |
| Vendredi 26 avril 2019 20:45 | Briand 34e · de Préville 38e                                  | (2 - 1) | 14e Depay · 67e Cornet · 85e Dembélé  | Matmut Atlantique, Bordeaux Spectateurs : 27 455 Diffuseur : Canal+ Sport Arbitrage : Benoît Bastien | Matmut Atlantique, Bordeaux Spectateurs : 27 455 Diffuseur : Canal+ Sport Arbitrage : Benoît Bastien |
| Vendredi 26 avril 2019 20:45 | de Préville 44e · Otávio 61e · Jovanović 73e · Palencia 90+2e | Rapport | 77e Dubois · 88e Fekir · 90+4e Traoré | Matmut Atlantique, Bordeaux Spectateurs : 27 455 Diffuseur : Canal+ Sport Arbitrage : Benoît Bastien | Matmut Atlantique, Bordeaux Spectateurs : 27 455 Diffuseur : Canal+ Sport Arbitrage : Benoît Bastien |

### Mai

#### Récapitulatif Journées 35 à 38
| Journée 35                | Olympique lyonnais       | 2 - 2   | Lille OSC              | | |
| Dimanche 5 mai 2019 21:00 | Terrier 11e · Dubois 74e | (1 - 0) | 50e Rémy · 69e Soumaré | Groupama Stadium, Décines-Charpieu Spectateurs : 56 642 Diffuseur : Canal+ Arbitrage : Clément Turpin | Groupama Stadium, Décines-Charpieu Spectateurs : 56 642 Diffuseur : Canal+ Arbitrage : Clément Turpin |
| Dimanche 5 mai 2019 21:00 |                          | Rapport | 44e Maia · 73e Bamba   | Groupama Stadium, Décines-Charpieu Spectateurs : 56 642 Diffuseur : Canal+ Arbitrage : Clément Turpin | Groupama Stadium, Décines-Charpieu Spectateurs : 56 642 Diffuseur : Canal+ Arbitrage : Clément Turpin |

| Journée 36                 | Olympique de Marseille                                     | 0 - 3   | Olympique lyonnais                    |                                                                                              |                                                                                              |
| Dimanche 12 mai 2019 21:00 |                                                            | (0 - 1) | 24e Cornet · 84e Dembélé · 86e Cornet | Orange Vélodrome, Marseille Spectateurs : 61 707 Diffuseur : Canal+ Arbitrage : Ruddy Buquet | Orange Vélodrome, Marseille Spectateurs : 61 707 Diffuseur : Canal+ Arbitrage : Ruddy Buquet |
| Dimanche 12 mai 2019 21:00 | Balotelli 31e · Amavi 34e · Ćaleta-Car 67e · Strootman 86e | Rapport | 21e Terrier                           | Orange Vélodrome, Marseille Spectateurs : 61 707 Diffuseur : Canal+ Arbitrage : Ruddy Buquet | Orange Vélodrome, Marseille Spectateurs : 61 707 Diffuseur : Canal+ Arbitrage : Ruddy Buquet |

| Journée 37               | Olympique lyonnais                               | 4 - 0   | SM Caen     | | |
| Samedi 18 mai 2019 21:00 | Depay 49e · Cornet 54e · Dembélé 64e · Depay 74e | (0 - 0) |             | Groupama Stadium, Décines-Charpieu Spectateurs : 51 408 Diffuseur : Canal+, Canal+ Décalé et beIN Sports 1 Arbitrage : Amaury Delerue | Groupama Stadium, Décines-Charpieu Spectateurs : 51 408 Diffuseur : Canal+, Canal+ Décalé et beIN Sports 1 Arbitrage : Amaury Delerue |
| Samedi 18 mai 2019 21:00 | Cornet 25e · Marcelo 41e · Rafael 84e            | Rapport | 90+2e Djiku | Groupama Stadium, Décines-Charpieu Spectateurs : 51 408 Diffuseur : Canal+, Canal+ Décalé et beIN Sports 1 Arbitrage : Amaury Delerue | Groupama Stadium, Décines-Charpieu Spectateurs : 51 408 Diffuseur : Canal+, Canal+ Décalé et beIN Sports 1 Arbitrage : Amaury Delerue |

| Journée 38               | Nîmes Olympique             | 2 - 3   | Olympique lyonnais                      | | |
| Samedi 25 mai 2019 21:00 | Ripart 11e · Bobichon 45+3e | (2 - 1) | 6e Cornet · 89e Cornet · 90+1e Ndombele | Stade des Costières, Nîmes Spectateurs : 14 986 Diffuseur : Canal+ Décalé et beIN Sports 1 Arbitrage : François Letexier | Stade des Costières, Nîmes Spectateurs : 14 986 Diffuseur : Canal+ Décalé et beIN Sports 1 Arbitrage : François Letexier |
| Samedi 25 mai 2019 21:00 | Paquiez 61e                 | Rapport | 90+4e Traoré                            | Stade des Costières, Nîmes Spectateurs : 14 986 Diffuseur : Canal+ Décalé et beIN Sports 1 Arbitrage : François Letexier | Stade des Costières, Nîmes Spectateurs : 14 986 Diffuseur : Canal+ Décalé et beIN Sports 1 Arbitrage : François Letexier |

## Ligue des Champions
La Ligue des champions 2018-2019 est la 15e édition que joue l'Olympique lyonnais. L'Olympique lyonnais est qualifié directement pour la phase de groupe de la Ligue des champions 2018-2019 grâce à sa troisième place de la Ligue 1 (combinée avec la victoire l'Atlético de Madrid en Ligue Europa), lors de la saison précédente (2017-18). Trois clubs français participent à cette compétition : le PSG, l'AS Monaco et l'OL. Pour le tirage au sort, l'OL est dans le chapeau 3 avec un coefficient UEFA de 59,500.
Le tirage au sort du 30 août a fourni à l'OL un groupe composé du champion d'Angleterre en titre Manchester City, du Chakhtar Donetsk, champion d'Ukraine et du club allemand TSG Hoffenheim. Les observateurs affirment que Lyon est mieux loti que les deux autres clubs français, malgré la présence de Manchester City.
L'OL s'est déplacé au Chakhtar Donetsk en match amical (1-1) en juillet 2011. Il a reçu ce club en match amical (4-1) en juillet 2014, alors qu'en Ukraine, après la crise de Crimée, le conflit armé reprend dans la Guerre du Donbass avec l'Offensive de Donetsk. Certains joueurs argentin et brésiliens refuseront de rentrer directement après la rencontre,. Depuis 2014, l'équipe de Donetsk, délocalise ses matchs à 300 km de là, à Kharkiv.
 L'OL n'a jamais affronté les Citizens en compétition officielle mais son voisin et rival Manchester United en Ligue des champions en 2004-2005 et 2007-2008. En revanche, la section féminine de l'OL connait bien ce club avec cinq confrontations entre avril 2017 et août 2018 en Ligue des champions et Women's International Champions Cup.
La phase de groupe commence pour l'OL par un déplacement à Manchester City, le 19 septembre 2018 et fini le 12 décembre 2018 face au Chakhtar Donetsk, à l'extérieur.
Pour la première journée, l'OL se rend à l'Etihad Stadium. Avec un but de Maxwell Cornet pour ouvrir le score et un second but de son capitaine Nabil Fekir, l'OL rentre au vestiaire avec un avantage de deux buts. La réduction du score de Bernardo Silva, ne suffira pas aux champions d'Angleterre, qui s'inclinent 2-1.
Lors de la seconde journée, l'OL reçoit le Chakhtar dans un match à huis clos , conséquence des débordements consécutifs au huitième de finale retour de Ligue Europa face au CSKA Moscou. À la pause, l'OL est mené 0-1, Moraes marque à la 44e minute. Au retour des vestiaires, les lyonnais se voient refuser un but pour une position de hors jeu avant que Moraes ne donne un avantage de deux buts aux visiteurs. Les lyonnais réagissent finalement avec l'entrée de Memphis Depay qui permettra à l'OL de changer de visage et de marquer coup sur coup à la 70e et 72e minute par l'intermédiaire de Dembele et Dubois. La fin de match débridée aurait pu voir les deux équipes l'emporter mais le score ne bougera pas. À la faveur de ce nul et de la victoire de City à Hoffenheim, l'Olympique Lyonnais reste leader du groupe F au terme de cette deuxième journée.
En huitièmes de finale, l'Olympique Lyonnais affronte les Espagnols du FC Barcelone.

### Parcours en Ligue des champions

#### Phase de poules
| Rang | Équipe             | Pts | J | G | N | P | Bp | Bc | Diff |  | Résultats (▼ dom., ► ext.) |     |     |     |     |
| ---- | ------------------ | --- | - | - | - | - | -- | -- | ---- |  | -------------------------- | --- | --- | --- | --- |
| 1    | Manchester City    | 13  | 6 | 4 | 1 | 1 | 16 | 6  | +10  |  | Manchester City            |     | 1-2 | 6-0 | 2-1 |
| 2    | Olympique lyonnais | 8   | 6 | 1 | 5 | 0 | 12 | 11 | +1   |  | Olympique lyonnais         | 2-2 |     | 2-2 | 2-2 |
| 3    | Chakhtar Donetsk   | 6   | 6 | 1 | 3 | 2 | 8  | 16 | -8   |  | Chakhtar Donetsk           | 0-3 | 1-1 |     | 2-2 |
| 4    | TSG Hoffenheim     | 3   | 6 | 0 | 3 | 3 | 11 | 14 | -3   |  | TSG Hoffenheim             | 1-2 | 3-3 | 2-3 |     |

| 1re journée                  | Manchester City | 1 - 2   | Olympique lyonnais |                                                                            |                                                                            |
| 19 septembre 2018 21h00 CEST | Bernardo 67e | (0 - 2) | 26e Cornet · 43e Fekir | Etihad Stadium, Manchester Spectateurs : 40 111 Arbitrage : Daniele Orsato | Etihad Stadium, Manchester Spectateurs : 40 111 Arbitrage : Daniele Orsato |
| 19 septembre 2018 21h00 CEST | Agüero 90e | Rapport | 77e Fekir · 93e Traoré · | Etihad Stadium, Manchester Spectateurs : 40 111 Arbitrage : Daniele Orsato | Etihad Stadium, Manchester Spectateurs : 40 111 Arbitrage : Daniele Orsato |
| 19 septembre 2018 21h00 CEST | Ederson - Walker, Stones, Laporte, Delph - Gündoğan ( 55e Sané), Fernandinho, D. Silva - Bernardo, Jesus ( 63e Agüero), Sterling ( 76e Mahrez) | Équipes | Lopes - Rafael ( 76e Dubois), Marcelo, Denayer, Mendy - Cornet ( 92e Traoré), Pape Diop, Ndombele, Aouar - Fekir ( 79e Tousart) - Memphis | Etihad Stadium, Manchester Spectateurs : 40 111 Arbitrage : Daniele Orsato | Etihad Stadium, Manchester Spectateurs : 40 111 Arbitrage : Daniele Orsato |

| 2e journée                | Olympique lyonnais | 2 - 2   | Chakhtar Donetsk |                                                                                         |                                                                                         |
| 2 octobre 2018 21h00 CEST | Dembélé 70e, Dubois 72e | (0 - 1) | 44e 55e Júnior Moraes | Groupama Stadium, Décines-Charpieu Spectateurs : huis clos Arbitrage : Andris Treimanis | Groupama Stadium, Décines-Charpieu Spectateurs : huis clos Arbitrage : Andris Treimanis |
| 2 octobre 2018 21h00 CEST | Rapport |         | | Groupama Stadium, Décines-Charpieu Spectateurs : huis clos Arbitrage : Andris Treimanis | Groupama Stadium, Décines-Charpieu Spectateurs : huis clos Arbitrage : Andris Treimanis |
| 2 octobre 2018 21h00 CEST | Lopes - Dubois, Marcelo, Denayer, Mendy - Tousart, Ndombele ( 87e Pape Diop) - Traoré ( 63e Memphis), Fekir , Aouar - Dembélé ( 81e Cornet) | Équipes | Pyatov - Mykola Matviyenko, Kryvtsov, Rakitskiy, Ismaily - Maycon, Stepanenko - Marlos( 90+1e Fernando), Alan Patrick ( 75e Kovalenko), Taison - Júnior Moraes ( 83e Kayode) | Groupama Stadium, Décines-Charpieu Spectateurs : huis clos Arbitrage : Andris Treimanis | Groupama Stadium, Décines-Charpieu Spectateurs : huis clos Arbitrage : Andris Treimanis |

| 3e journée                 | TSG Hoffenheim                    | 3 - 3   | Olympique lyonnais |                                                                                        |                                                                                        |
| 23 octobre 2018 21h00 CEST | Kramarić 32e 47e, Joelinton 90+2e | (1 - 1) | 26e Traoré, 59e Ndombele, 67e Depay | Rhein-Neckar-Arena, Sinsheim Spectateurs : 24 144 Arbitrage : Alberto Undiano Mallenco | Rhein-Neckar-Arena, Sinsheim Spectateurs : 24 144 Arbitrage : Alberto Undiano Mallenco |
| 23 octobre 2018 21h00 CEST | Rapport                           |         | | Rhein-Neckar-Arena, Sinsheim Spectateurs : 24 144 Arbitrage : Alberto Undiano Mallenco | Rhein-Neckar-Arena, Sinsheim Spectateurs : 24 144 Arbitrage : Alberto Undiano Mallenco |
| 23 octobre 2018 21h00 CEST |                                   | Équipes | Lopes - Tete, Marcelo, Denayer, Mendy - Tousart, Ndombele, Aouar - Traoré ( 90+1e Pape Diop), Memphis ( 81e Dembélé), Terrier ( 82e Ferri) | Rhein-Neckar-Arena, Sinsheim Spectateurs : 24 144 Arbitrage : Alberto Undiano Mallenco | Rhein-Neckar-Arena, Sinsheim Spectateurs : 24 144 Arbitrage : Alberto Undiano Mallenco |

| 4e journée                | Olympique lyonnais       | 2 - 2   | TSG Hoffenheim                 |                                                                                    |                                                                                    |
| 7 novembre 2018 21h00 CET | Fekir 19e · Ndombele 28e | (2 - 0) | 65e Kramarić · 90+2e Kadeřábek | Groupama Stadium, Décines-Charpieu Spectateurs : 53 850 Arbitrage : Danny Makkelie | Groupama Stadium, Décines-Charpieu Spectateurs : 53 850 Arbitrage : Danny Makkelie |
| 7 novembre 2018 21h00 CET | Rapport                  |         |                                | Groupama Stadium, Décines-Charpieu Spectateurs : 53 850 Arbitrage : Danny Makkelie | Groupama Stadium, Décines-Charpieu Spectateurs : 53 850 Arbitrage : Danny Makkelie |

| 5e journée                 | Olympique lyonnais     | 2 - 2   | Manchester City                         |                                                                                     |                                                                                     |
| 27 novembre 2018 21h00 CET | Maxwell Cornet 55e 81e | (0 - 0) | Aymeric Laporte 62e · Sergio Agüero 83e | Groupama Stadium, Décines-Charpieu Spectateurs : 56 039 Arbitrage : Gianluca Rocchi | Groupama Stadium, Décines-Charpieu Spectateurs : 56 039 Arbitrage : Gianluca Rocchi |
| 27 novembre 2018 21h00 CET | Rapport                |         |                                         | Groupama Stadium, Décines-Charpieu Spectateurs : 56 039 Arbitrage : Gianluca Rocchi | Groupama Stadium, Décines-Charpieu Spectateurs : 56 039 Arbitrage : Gianluca Rocchi |

| 6e journée                 | Chakhtar Donetsk  | 1 - 1   | Olympique lyonnais |                                                                              |                                                                              |
| 12 décembre 2018 21h00 CET | Júnior Moraes 22e | (1 - 0) | Nabil Fekir 65e    | Stade olympique de Kiev, Kiev Spectateurs : 38 916 Arbitrage : Björn Kuipers | Stade olympique de Kiev, Kiev Spectateurs : 38 916 Arbitrage : Björn Kuipers |
| 12 décembre 2018 21h00 CET | Rapport           |         |                    | Stade olympique de Kiev, Kiev Spectateurs : 38 916 Arbitrage : Björn Kuipers | Stade olympique de Kiev, Kiev Spectateurs : 38 916 Arbitrage : Björn Kuipers |

#### Phase finale
| 8e finale aller               | Olympique lyonnais | 0 - 0   | FC Barcelone |                                                                                  |                                                                                  |
| 19 février 2019 21:00 (UTC+1) |                    | (0 - 0) |              | Groupama Stadium, Décines-Charpieu Spectateurs : 57 889 Arbitrage : Cüneyt Çakır | Groupama Stadium, Décines-Charpieu Spectateurs : 57 889 Arbitrage : Cüneyt Çakır |
| 19 février 2019 21:00 (UTC+1) | Rapport            |         |              | Groupama Stadium, Décines-Charpieu Spectateurs : 57 889 Arbitrage : Cüneyt Çakır | Groupama Stadium, Décines-Charpieu Spectateurs : 57 889 Arbitrage : Cüneyt Çakır |

| 8e finale retour           | FC Barcelone                                                  | 5 - 1 | Olympique lyonnais |                                                                       |                                                                       |
| 13 mars 2019 21:00 (UTC+1) | Messi 18e (pen.) 78e · Coutinho 31e · Piqué 81e · Dembélé 86e |       | 58e Tousart        | Camp Nou, Barcelone Spectateurs : 92 346 Arbitrage : Szymon Marciniak | Camp Nou, Barcelone Spectateurs : 92 346 Arbitrage : Szymon Marciniak |
| 13 mars 2019 21:00 (UTC+1) | Rapport                                                       |       |                    | Camp Nou, Barcelone Spectateurs : 92 346 Arbitrage : Szymon Marciniak | Camp Nou, Barcelone Spectateurs : 92 346 Arbitrage : Szymon Marciniak |

## Coupe de la Ligue
| 8e finale                       | Amiens SC                        | 2 - 3   | Olympique lyonnais                              |                                                                                                 |                                                                                                 |
| Mercredi 19 décembre 2019 18:45 | Denayer 70e (csc) · Timite 90+1e | (0 - 2) | Moussa Dembélé 20e · Traoré 45+2e · Terrier 60e | Stade de la Licorne, Amiens Spectateurs : 7 327 Diffuseur : Canal+ Sport Arbitrage : Karim Abed | Stade de la Licorne, Amiens Spectateurs : 7 327 Diffuseur : Canal+ Sport Arbitrage : Karim Abed |
| Mercredi 19 décembre 2019 18:45 | Rapport                          |         |                                                 | Stade de la Licorne, Amiens Spectateurs : 7 327 Diffuseur : Canal+ Sport Arbitrage : Karim Abed | Stade de la Licorne, Amiens Spectateurs : 7 327 Diffuseur : Canal+ Sport Arbitrage : Karim Abed |

| 1/4 de finale              | Olympique Lyonnais  | 1 - 2   | RC Strasbourg                                | | |
| Mardi 8 janvier 2019 21:00 | Bertrand Traoré 49e | (0 - 1) | Ludovic Ajorque 26e (pen.) · Lamine Koné 52e | Groupama Stadium, Décines-Charpieu Spectateurs : 21 721 Diffuseur : Canal+ Vidéo du match Arbitrage : Clément Turpin | Groupama Stadium, Décines-Charpieu Spectateurs : 21 721 Diffuseur : Canal+ Vidéo du match Arbitrage : Clément Turpin |
| Mardi 8 janvier 2019 21:00 | Rapport             |         |                                              | Groupama Stadium, Décines-Charpieu Spectateurs : 21 721 Diffuseur : Canal+ Vidéo du match Arbitrage : Clément Turpin | Groupama Stadium, Décines-Charpieu Spectateurs : 21 721 Diffuseur : Canal+ Vidéo du match Arbitrage : Clément Turpin |

## Coupe de France

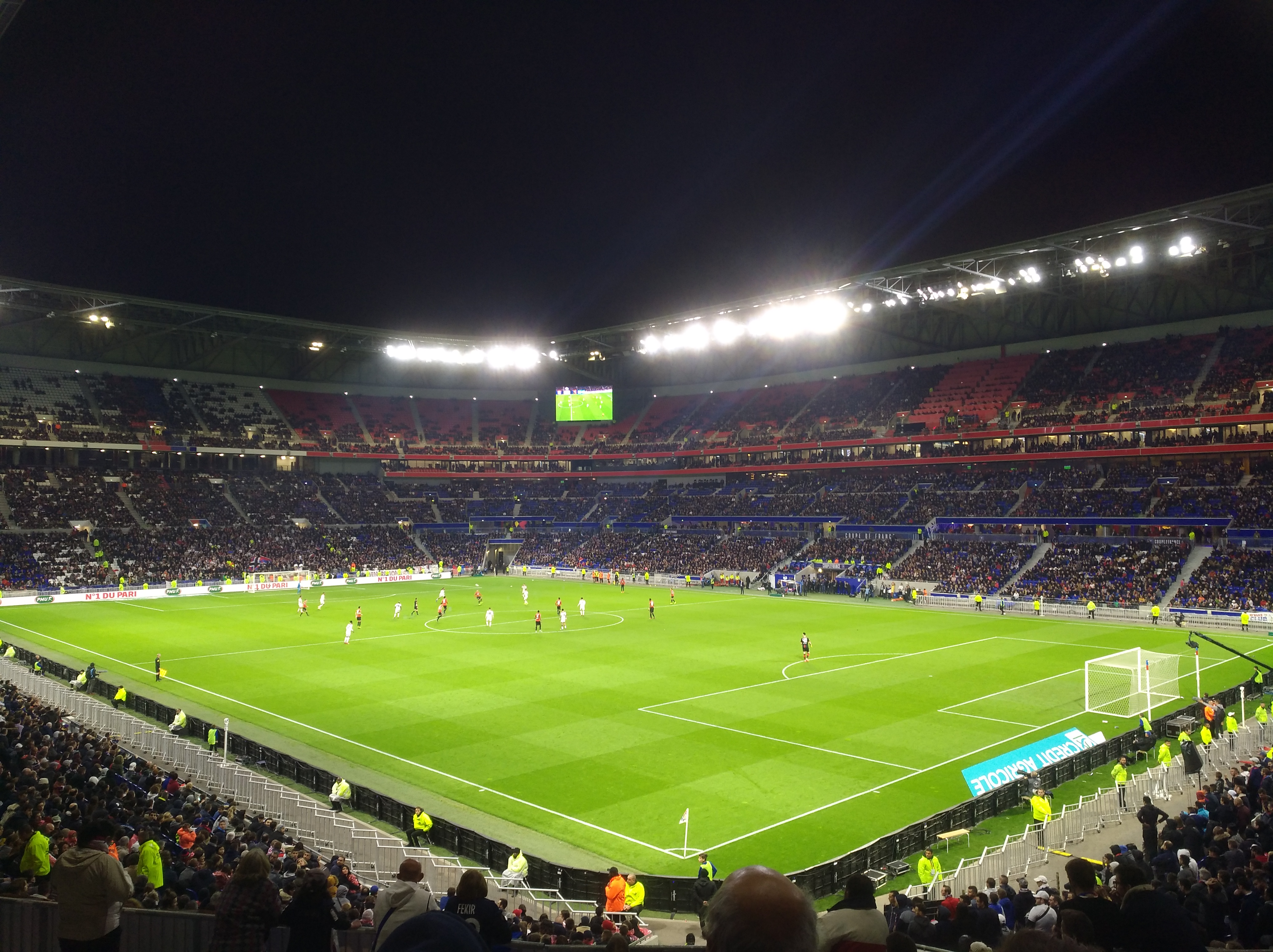
Vue du stade lors de la demi-finale contre Rennes.

| 32e finale                  | Bourges 18 | 0 - 2   | Olympique lyonnais      | | |
| Samedi 5 janvier 2019 20:55 |            | (0 - 0) | 59e Terrier · 77e Mendy | Stade Jacques-Rimbault , Bourges Spectateurs : 8 500 Diffuseur : Eurosport 2 Arbitrage : Nicolas Rainville | Stade Jacques-Rimbault , Bourges Spectateurs : 8 500 Diffuseur : Eurosport 2 Arbitrage : Nicolas Rainville |
| Samedi 5 janvier 2019 20:55 | Rapport    |         |                         | Stade Jacques-Rimbault , Bourges Spectateurs : 8 500 Diffuseur : Eurosport 2 Arbitrage : Nicolas Rainville | Stade Jacques-Rimbault , Bourges Spectateurs : 8 500 Diffuseur : Eurosport 2 Arbitrage : Nicolas Rainville |

| 16e finale                  | Amiens SC | 0 - 2   | Olympique Lyonnais       | | |
| Jeudi 24 janvier 2019 21:00 |           | (0 - 2) | 29e Dembélé · 36e Dubois | Stade de la Licorne, Amiens Spectateurs : 6 647 Diffuseur : Eurosport 2 Arbitrage : Jérôme Brisard | Stade de la Licorne, Amiens Spectateurs : 6 647 Diffuseur : Eurosport 2 Arbitrage : Jérôme Brisard |
| Jeudi 24 janvier 2019 21:00 |           | Rapport | Marçal 45+3e             | Stade de la Licorne, Amiens Spectateurs : 6 647 Diffuseur : Eurosport 2 Arbitrage : Jérôme Brisard | Stade de la Licorne, Amiens Spectateurs : 6 647 Diffuseur : Eurosport 2 Arbitrage : Jérôme Brisard |

| 1/8 finale                 | EA Guingamp | 1 - 2   | Olympique Lyonnais      | | |
| Jeudi 7 février 2019 21:00 | Mendy 88e   | (0 - 2) | 7e Dembélé · 49e Cornet | Stade de Roudourou, Guingamp Spectateurs : 8 768 Diffuseur : Eurosport 2 Arbitrage : Frank Schneider | Stade de Roudourou, Guingamp Spectateurs : 8 768 Diffuseur : Eurosport 2 Arbitrage : Frank Schneider |

| 1/4 finale                     | Olympique Lyonnais                                        | 3 - 1   | SM Caen   | | |
| Mercredi 27 février 2019 21:00 | Jason Denayer 26e · Maxwel Cornet 49e · Memphis Depay 84e | (1 - 0) | 78e Ninga | Parc Olympique lyonnais, Décines-Charpieu Spectateurs : 27 493 Diffuseur : Eurosport 2 Arbitrage : Ruddy Buquet | Parc Olympique lyonnais, Décines-Charpieu Spectateurs : 27 493 Diffuseur : Eurosport 2 Arbitrage : Ruddy Buquet |
| Mercredi 27 février 2019 21:00 | Rapport                                                   |         |           | Parc Olympique lyonnais, Décines-Charpieu Spectateurs : 27 493 Diffuseur : Eurosport 2 Arbitrage : Ruddy Buquet | Parc Olympique lyonnais, Décines-Charpieu Spectateurs : 27 493 Diffuseur : Eurosport 2 Arbitrage : Ruddy Buquet |

| 1/2 finale               | Olympique Lyonnais                              | 2 - 3   | Stade rennais FC                                            | | |
| Mardi 2 avril 2019 21:10 | Bertrand Traoré 47e · Moussa Dembélé 76e (pen.) | (0 - 1) | 40e M'Baye Niang · 55e Benjamin André · 81e Ramy Bensebaini | Parc Olympique lyonnais, Décines-Charpieu Diffuseur : France 2, Eurosport 2 Arbitrage : Benoît Bastien | Parc Olympique lyonnais, Décines-Charpieu Diffuseur : France 2, Eurosport 2 Arbitrage : Benoît Bastien |
| Mardi 2 avril 2019 21:10 | Rapport                                         |         |                                                             | Parc Olympique lyonnais, Décines-Charpieu Diffuseur : France 2, Eurosport 2 Arbitrage : Benoît Bastien | Parc Olympique lyonnais, Décines-Charpieu Diffuseur : France 2, Eurosport 2 Arbitrage : Benoît Bastien |

## Statistiques

### Collectives
Mise à jour effectuée le 27 mai 2019 à l'issue de la 38e Journée de Ligue 1.
| Compétition                   | Matches joués | Matchs gagnés | Matchs nuls | Matchs perdus | Buts marqués | Buts encaissés | Différence de buts |
| ----------------------------- | ------------- | ------------- | ----------- | ------------- | ------------ | -------------- | ------------------ |
| Ligue 1                       | 38            | 21            | 9           | 8             | 70           | 47             | +23                |
| Ligue des champions de l'UEFA | 8             | 1             | 6           | 1             | 13           | 16             | -3                 |
| Coupe de France               | 5             | 4             | 0           | 1             | 11           | 5              | +6                 |
| Coupe de la Ligue             | 2             | 1             | -           | 1             | 4            | 4              | +0                 |
| Total                         | 53            | 27            | 15          | 11            | 98           | 72             | +26                |
| Matchs amicaux                | 7             | 3             | 2           | 2             | 12           | 9              | +3                 |

### Individuelles

#### Statistiques buteurs
Mise à jour effectuée le 27 mai 2019 à l'issue de la 38e journée de Ligue 1. ,
| Place | Nom             | Ligue 1 | Coupe de France | Coupe de la Ligue | Ligue des champions | TOTAL des BUTS |
| ----- | --------------- | ------- | --------------- | ----------------- | ------------------- | -------------- |
| 1     | Moussa Dembélé  | 15      | 3               | 1                 | 1                   | 20 buts        |
| 2     | Nabil Fekir     | 9       |                 |                   | 3                   | 12 buts        |
| 2     | Maxwel Cornet   | 7       | 2               |                   | 3                   | 12 buts        |
| 2     | Memphis Depay   | 10      | 1               |                   | 1                   | 12 buts        |
| 5     | Bertrand Traoré | 7       | 1               | 2                 | 1                   | 11 buts        |
| 5     | Martin Terrier  | 9       | 1               | 1                 |                     | 11 buts        |
| 7     | Houssem Aouar   | 7       |                 |                   |                     | 7 buts         |
| 8     | Ferland Mendy   | 2       | 1               |                   |                     | 3 buts         |
| 8     | Jason Denayer   | 2       | 1               |                   |                     | 3 buts         |
| 8     | Léo Dubois      | 1       | 1               |                   | 1                   | 3 buts         |
| 8     | Tanguy Ndombele | 1       |                 |                   | 2                   | 3 buts         |
| 12    | Lucas Tousart   |         |                 |                   | 1                   | 1 but          |
| Total | 12 buteurs      | 70 buts | 11 buts         | 4 buts            | 13 buts             | 98 buts        |

#### Statistiques passeurs
Mise à jour effectuée le 27 mai 2019 à l'issue de la 38e journée de Ligue 1. ,
| Place | Nom             | Ligue 1   | Coupe de France | Coupe de la Ligue | Ligue des champions | TOTAL des passes |
| ----- | --------------- | --------- | --------------- | ----------------- | ------------------- | ---------------- |
| 1     | Memphis Depay   | 9         | 1               | 1                 | 3                   | 14 passes        |
| 2     | Nabil Fékir     | 5         | 1               |                   | 2                   | 8 passes         |
| 3     | Houssem Aouar   | 6         |                 |                   | 1                   | 7 passes         |
| 4     | Tanguy Ndombele | 5         |                 | 1                 |                     | 6 passes         |
| 5     | Maxwel Cornet   | 5         |                 |                   |                     | 5 passes         |
| 5     | Léo Dubois      | 5         |                 |                   |                     | 5 passes         |
| 7     | Moussa Dembélé  | 3         |                 | 1                 |                     | 4 passes         |
| 8     | Kenny Tete      | 3         |                 |                   |                     | 3 passes         |
| 9     | Ferland Mendy   |           | 1               |                   | 1                   | 2 passes         |
| 9     | Bertrand Traoré | 1         |                 |                   | 1                   | 2 passes         |
| 9     | Rafael da Silva | 2         |                 |                   |                     | 2 passes         |
| 12    | Lucas Tousart   |           |                 | 1                 |                     | 1 passe          |
| 12    | Marcelo         | 1         |                 |                   |                     | 1 passe          |
| Total | 13 passeurs     | 45 passes | 3 passes        | 4 passes          | 8 passes            | 60 passes        |

#### Statistiques détaillées
Mise à jour effectuée le 27 mai 2019 à l'issue de la 38e journée de Ligue 1. 
| Num | Nat. | Nom             | Championnat | Championnat | Championnat | Championnat  | Coupes nationales | Coupes nationales | Coupes nationales | Coupes nationales | Ligue des champions | Ligue des champions | Ligue des champions | Ligue des champions | Total | Total       | Total  | Total        |
| Num | Nat. | Nom             | M.j.        | But inscrit | Averti      | Carton rouge | M.j.              | But inscrit       | Averti            | Carton rouge      | M.j.                | But inscrit         | Averti              | Carton rouge        | M.j.  | But inscrit | Averti | Carton rouge |
| --- | ---- | --------------- | ----------- | ----------- | ----------- | ------------ | ----------------- | ----------------- | ----------------- | ----------------- | ------------------- | ------------------- | ------------------- | ------------------- | ----- | ----------- | ------ | ------------ |
| 1   |      | Lopes           | 34          | 0           | 0           | 0            | 5                 | 0                 | 0                 | 0                 | 8                   | 0                   | 0                   | 0                   | 47    | 0           | 0      | 0            |
| 2   |      | Yanga-Mbiwa     | -           | -           | -           | -            | -                 | -                 | -                 | -                 | -                   | -                   | -                   | -                   | 0     | 0           | 0      | 0            |
| 4   |      | Rafael          | 18          | 0           | 4           | 1            | -                 | -                 | -                 | -                 | 3                   | 0                   | 0                   | 0                   | 21    | 0           | 4      | 1            |
| 5   |      | Jason Denayer   | 31          | 2           | 2           | 0            | 6                 | 1                 | 0                 | 0                 | 8                   | 0                   | 1                   | 0                   | 45    | 3           | 3      | 0            |
| 6   |      | Marcelo         | 33          | 0           | 6           | 0            | 5                 | 0                 | 1                 | 0                 | 8                   | 0                   | 0                   | 0                   | 46    | 0           | 7      | 0            |
| 7   |      | Terrier         | 32          | 9           | 2           | 0            | 7                 | 2                 | 1                 | 0                 | 3                   | 0                   | 0                   | 0                   | 42    | 11          | 3      | 0            |
| 8   |      | Aouar           | 37          | 7           | 2           | 0            | 3                 | 0                 | 1                 | 0                 | 7                   | 0                   | 1                   | 0                   | 47    | 7           | 4      | 0            |
| 9   |      | Mariano         | 3           | 0           | 0           | 0            | -                 | -                 | -                 | -                 | -                   | -                   | -                   | -                   | 3     | 0           | 0      | 0            |
| 9   |      | Dembélé         | 33          | 15          | 1           | 0            | 7                 | 4                 | 1                 | 0                 | 6                   | 1                   | 1                   | 0                   | 46    | 20          | 3      | 0            |
| 10  |      | Traoré          | 34          | 7           | 5           | 0            | 6                 | 3                 | 0                 | 0                 | 8                   | 1                   | 1                   | 0                   | 48    | 11          | 6      | 0            |
| 11  |      | Memphis         | 36          | 10          | 5           | 0            | 3                 | 1                 | 0                 | 0                 | 8                   | 1                   | 0                   | 0                   | 47    | 12          | 5      | 0            |
| 12  |      | Ferri           | 4           | 0           | 0           | 0            | -                 | -                 | -                 | -                 | 1                   | 0                   | 0                   | 0                   | 5     | 0           | 0      | 0            |
| 14  |      | Dubois          | 25          | 1           | 2           | 0            | 4                 | 1                 | 1                 | 0                 | 5                   | 1                   | 1                   | 0                   | 34    | 3           | 4      | 0            |
| 15  |      | Morel           | 12          | 0           | 4           | 0            | 1                 | 0                 | 0                 | 0                 | 1                   | 0                   | 1                   | 0                   | 14    | 0           | 5      | 0            |
| 16  |      | Racioppi        | -           | -           | -           | -            | -                 | -                 | -                 | -                 | -                   | -                   | -                   | -                   | 0     | 0           | 0      | 0            |
| 17  |      | Pintor          | 1           | 0           | 0           | 0            | 1                 | 0                 | 0                 | 0                 | -                   | -                   | -                   | -                   | 2     | 0           | 0      | 0            |
| 18  |      | N.Fékir         | 29          | 9           | 5           | 0            | 4                 | 0                 | 0                 | 0                 | 6                   | 3                   | 3                   | 0                   | 39    | 12          | 8      | 0            |
| 19  |      | Gouiri          | -           | -           | -           | -            | -                 | -                 | -                 | -                 | -                   | -                   | -                   | -                   | 0     | 0           | 0      | 0            |
| 20  |      | Marçal          | 12          | 0           | 2           | 0            | 6                 | 0                 | 2                 | 1                 | 3                   | 0                   | 2                   | 0                   | 21    | 0           | 6      | 1            |
| 22  |      | Mendy           | 30          | 2           | 2           | 0            | 6                 | 1                 | 0                 | 0                 | 8                   | 0                   | 1                   | 0                   | 44    | 3           | 3      | 0            |
| 23  |      | Tete            | 13          | 0           | 1           | 0            | 4                 | 0                 | 1                 | 0                 | 3                   | 0                   | 1                   | 0                   | 20    | 0           | 3      | 0            |
| 24  |      | Cheikh          | 12          | 0           | 3           | 0            | 6                 | 0                 | 0                 | 0                 | 5                   | 0                   | 0                   | 0                   | 23    | 0           | 3      | 0            |
| 25  |      | Martins Pereira | -           | -           | -           | -            | -                 | -                 | -                 | -                 | -                   | -                   | -                   | -                   | 0     | 0           | 0      | 0            |
| 26  |      | Solet           | 1           | 0           | 1           | 0            | 2                 | 0                 | 1                 | 0                 | -                   | -                   | -                   | -                   | 3     | 0           | 2      | 0            |
| 27  |      | Cornet          | 27          | 7           | 2           | 0            | 4                 | 2                 | 0                 | 0                 | 5                   | 3                   | 0                   | 0                   | 36    | 12          | 2      | 0            |
| 28  |      | NDombele        | 34          | 0           | 3           | 0            | 7                 | 0                 | 0                 | 0                 | 8                   | 2                   | 0                   | 0                   | 49    | 2           | 3      | 0            |
| 29  |      | Tousart         | 30          | 0           | 3           | 2            | 5                 | 0                 | 1                 | 0                 | 7                   | 1                   | 0                   | 0                   | 42    | 1           | 4      | 2            |
| 30  |      | Gorgelin        | 4           | 0           | 0           | 0            | 2                 | 0                 | 0                 | 0                 | 1                   | 0                   | 0                   | 0                   | 7     | 0           | 0      | 0            |
| 31  |      | Y.Fékir         | 1           | 0           | 0           | 0            | 2                 | 0                 | 0                 | 0                 | -                   | -                   | -                   | -                   | 3     | 0           | 0      | 0            |
| 43  |      | M.Cacqueret     | -           | -           | -           | -            | 2                 | -                 | -                 | -                 | -                   | -                   | -                   | -                   | 2     | 0           | 0      | 0            |